# عنف رياضي

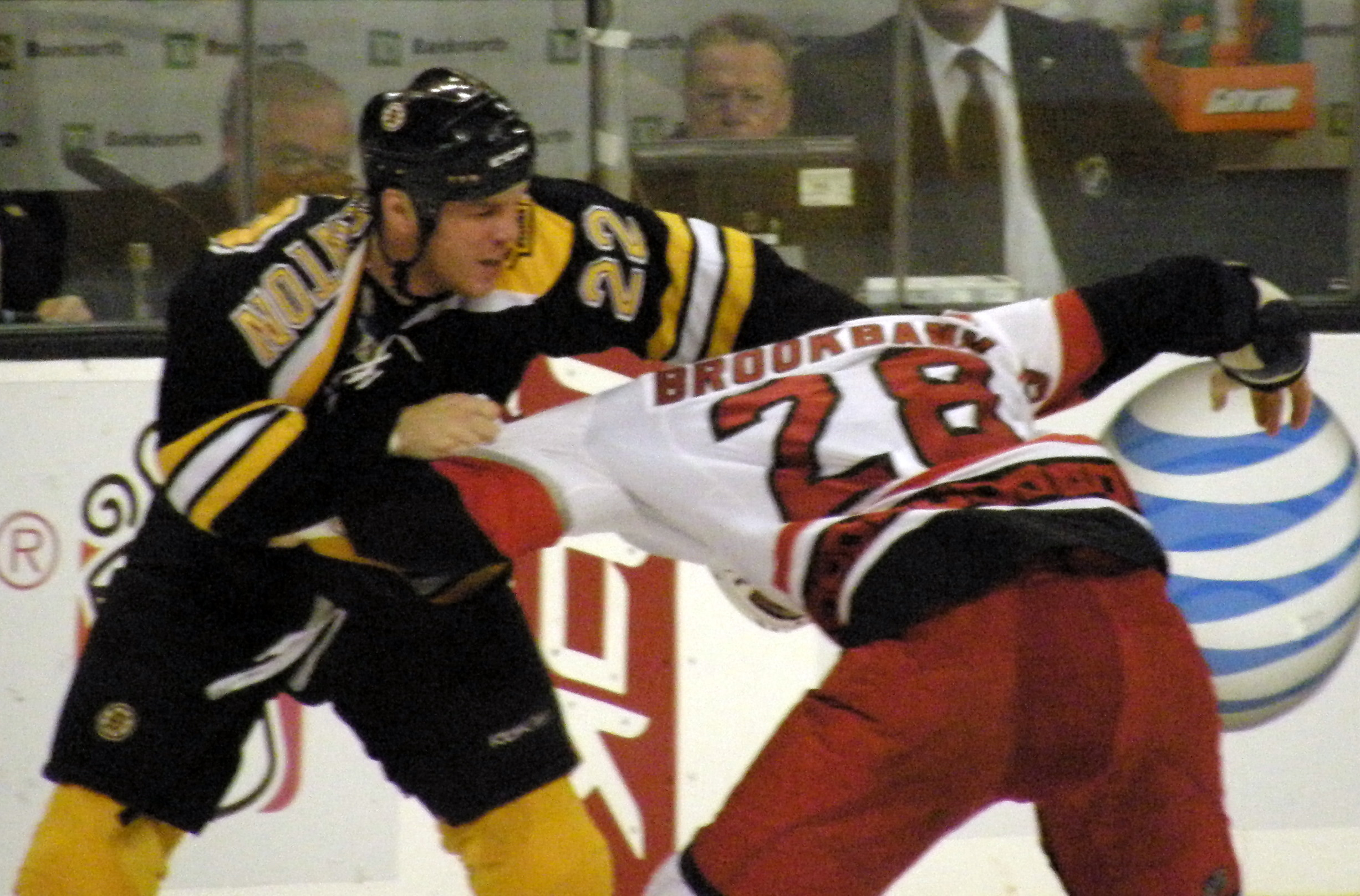
اشتباك بين لاعبين في رياضة هوكي الجليد

الشغب الرياضي أو العنف الرياضي يشير إلى الأعمال الفعلية التي ارتكبت في رياضات تتطلب الاحتكاك الجسدي مثل كرة القدم الأميركية والهوكي على الجليد، لعبة الركبي، كرة القدم، لكروس، والملاكمة والفنون القتالية المختلطة، والمصارعة، وكرة الماء، وذلك بما يفوق المستويات العادية للاتصال المتوقع خلال لعب هذه الرياضة أو قد يكون العنف لفظيا وذلك بسب أو شتم الآخرين خلال المباراة.
يمكن أن أعمال العنف هذه تشمل محاولات متعمدة لإصابة لاعب من قبل لاعب أو مدرب آخر، ولكن يمكن أن تشمل أيضا تهديدات بالإيذاء الجسدي أو الأذى الجسدي الفعلي المستمر من قبل اللاعبين أو المدربين الذين يمارسون العنف الرياضي.
الشغب هو سلوك مناف للأخلاق الرياضية، وتصرفات غير لائقة، وأعمال عدوانية يقوم بها أحد عناصر لعبة رياضية ما قد يكون هذا العنصر الجمهور أو اللاعبين وقد يكون مصدرة إدارة فريق أو الحكام.

## أهم مظاهر الشغب
هناك مظاهر مختلفة للشغب تصدر عن عناصر لعبة رياضية ما قد تكون صادرة من الجمهور، اللاعبيين، الحكام أو إدارات الفرق الرياضية وأهم هذه المظاهر حسب كل عنصر.

### مظاهر شغب الجمهور
- التشجيع الغوغائي والهتافات غير اللائقة، وشتم وسب عناصر اللعبة، والإشارات غير الرياضية، وتسييس الهتافات.
- قذف المواد على الجمهور واللاعبيين، وافتعال الفوضى، وتكسير وتحطيم محتويات الملعب والمحتويات العامة والخاصة.

### مظاهر شغب اللاعبيين
- الحركات والإشارات التي تدل على عدم الرضى بالتحكيم أو اللعب، والاعتراض على قرارات التحكيم.
- اللعب الخشن بهدف الإثارة، والانسحاب من الملعب، والاعتداء بضرب الحكام أو اللاعبيين.

### مظاهر شغب الحكام
- محاباة فريق ضد فريق آخر وتصيد أخطاء اللاعبيين والبطء في اتخاذ القرار المناسب.
- التعامل مع وقت المباراة وخصوصاً الوقت الضائع بطريقة غير دقيقة.
- تناقض الحكام فيما بينهم عن قصد.

### مظاهر شغب الإداريين
- تحريض اللاعبين والتشكيك بقرارت الحكام وسحب الفريق من المباريات.
- التلفظ بألفاظ غير رياضية.
- الاعتداء بالعنف الجسدي على عناصر اللعبة.

### مظاهر شغب المدربيين
- الاعتراض على قرارات الحكام.
- النزول إلى أرض الملعب.
- سحب الفريق من أرضية الملعب وإثارة الجماهير.

## الأسباب
هناك نوعان من النظريات الرئيسية حول سبب العنف في الرياضة. تقول إحدى النظريات أن لدى البشر غريزة للعنف، وقد تطورت في وقت كان فيه أسلاف البشر الأوائل يضطرون إلى اللجوء إلى العنف والعدوانية من أجل البقاء والتكاثر. تتعامل نظرية أخرى مع الجوانب الاجتماعية للعنف في الرياضة، مشيرة إلى أن الرياضة هي «معارك صورية» يمكن أن تصبح معارك حقيقية بسبب طبيعتها التنافسية.

## مناطق حدوثها
العنف الرياضي ظاهرة قديمة في الملاعب ومن أشهرها الهوليغانز في انجلترا وبعض مجموعات التراس في أمريكا الجنوبية.